# El Charrito Negro
Johan Gabriel González, también conocido como Juan Gabriel González o por su nombre artístico El Charrito Negro (Ceilán, Bugalagrande, Valle del Cauca, 15 de febrero de 1962), es un cantante y compositor colombiano de música popular, reconocido como uno de los principales exponentes del género en Colombia.

## Biografía
Nació en Ceilán, corregimiento de Bugalagrande (Valle del Cauca), el 15 de febrero de 1962, en el seno de una familia campesina. Inspirado por el mexicano Antonio Aguilar, su primer acercamiento a la música se dio a los 16 años, al ganar un concurso organizado por una emisora de Caicedonia (Valle del Cauca).
Su participación en ese concurso llamó la atención de la disquera Gardenia, con la que grabó su primer sencillo, "Maldito dinero", adoptando el nombre artístico de El Charrito Negro. El éxito del tema le permitió firmar contrato con Discos Victoria, donde grabó cinco sencillos en Medellín y el álbum Llorando por ellas. Su interpretación de la canción "El guerrillero", compuesta por el caicedonita Israel Motato, le dio reconocimiento nacional.
Desde entonces, ha publicado más de veinte álbumes con disqueras como BMG, Warner Music y Discos Victoria, en géneros como música popular y tropical. Ha recibido dos discos de oro, uno de platino y un Premio Nuestra Tierra por la canción "Quererte fue un error". También ha sido galardonado con la Orden SAYCO Santa Cecilia por sus 20 años de trayectoria y el premio al Mejor Artista de Música Popular por el mismo sencillo. Junto con Darío Gómez y Luis Alberto Posada, ha sido considerado uno de los tres grandes de la música popular colombiana.
En 2019 se estrenó en el canal Telecafé una serie de televisión sobre su vida, titulada El Charrito Negro, con la participación de la actriz Isabel Cristina Estrada. Ha realizado más de 45 giras internacionales. Actualmente reside en Tuluá (Valle del Cauca).

## Discografía
- Llorando por ella (1990)
- El penado 25 (1992)
- La pena del alma (1992)
- Por ella, cantinero (1994)
- Un golpe más (1995)
- Juan Gabriel González (1996)
- Usted señora (1996)
- Brindo por ellas (1996)
- Como yo no hay dos (1998)
- De nuevo enamorado (2000)
- Con el triunfo en las manos (2002)
- Y sigue triunfando (2002)
- Más grande que nunca (2004)
- Clásicos del ayer (2006)
- Marcando la diferencia (2007)
- Lo que el pueblo esperaba (2008)
- Para siempre (2009)
- El disco de oro (2014)

## Premios y nominaciones

### Premios Nuestra Tierra
| Año  | Trabajo nominado                            | Categoría               | Resultado |
| ---- | ------------------------------------------- | ----------------------- | --------- |
| 2011 | El Charrito Negro                           | Artista popular del año | Nominado  |
| 2023 | "Devuélveme los besos" (feat. Arelys Henao) | Canción popular del año | Nominado  |
| 2024 | El Charrito Negro                           | Artista popular del año | Nominado  |